# The Toy Dolls
The Toy Dolls és un grup musical de punk rock anglès format l'any 1979.

## Història

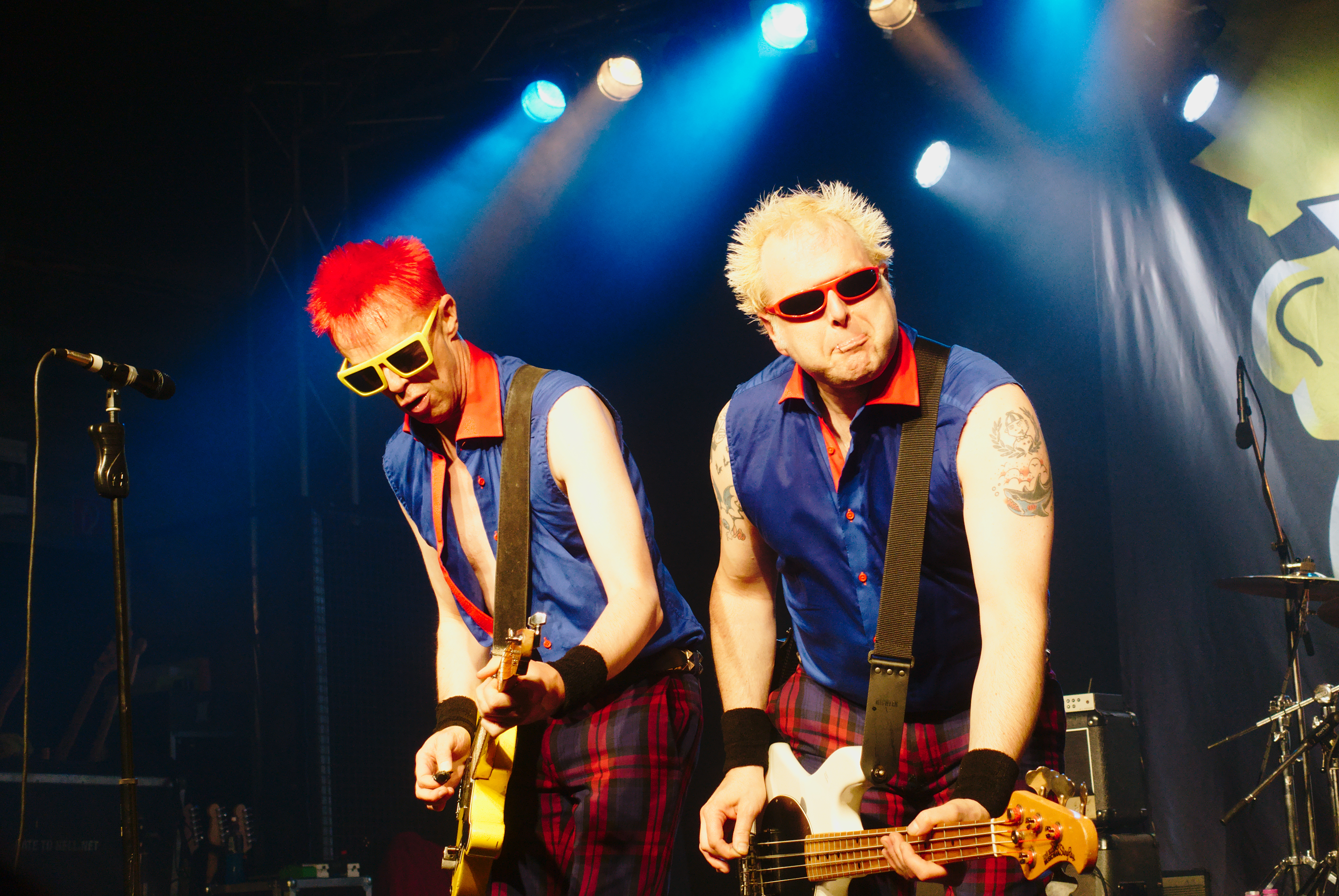
Olga i Tommy el 2019

El grup es va formar com a quartet amb Pete «Zulu» Robson com a cantant, Michael «Olga» Algar com a guitarrista, Colin «Mr. Scott» Scott com a bateria i Phillip «Flip» Dugdale com a baixista. Després d'uns quants concerts, Zulu deixà el grup per formar la seva pròpia banda i fou substituït per Paul «Hud» Hudson a les veus. Després de la marxa de Hud, The Toy Dolls va passar a ser un trio, amb Olga assumint la veu juntament amb la guitarra.
Al llarg de la seva trajectòria, el grup ha tingut 13 bateries i 10 baixistes diferents. L'Olga és l'únic membre original en actiu, acompanyat de Tommy Goober des de 2003 al baix i Mr. Duncan de Snuff a la bateria des de 2006. Durant la gira de 40è aniversari es feren acompanyar del grup tarragoní CRIM.

## Discografia
| Any  | Àlbum                           |
| ---- | ------------------------------- |
| 1983 | Dig That Groove Baby            |
| 1985 | A Far Out Disc                  |
| 1986 | Idle Gossip                     |
| 1987 | Bare Faced Cheek                |
| 1989 | Ten Years Of Toys               |
| 1989 | Wakey Wakey                     |
| 1990 | 22 Tunes Live from Tokyo        |
| 1991 | Fat Bob's Feet                  |
| 1993 | Absurd-Ditties                  |
| 1995 | Orcastrated                     |
| 1997 | One More Megabyte               |
| 1999 | On Stage in Stuttgart           |
| 2000 | Anniversary Anthems             |
| 2004 | Our Last Album?                 |
| 2006 | Treasured Toy Dolls Tracks Live |
| 2012 | The Album After the Last One    |
| 2015 | Olgacoustic                     |
| 2019 | Episode XIII                    |